# Marciniaki
Marciniaki (deutsch Martenshöh) ist ein Ort in der polnischen Woiwodschaft Ermland-Masuren. Er gehört zur Gmina Ostróda (Landgemeinde Osterode in Ostpreußen) im Powiat Ostródzki (Kreis Osterode in Ostpreußen).

## Geographische Lage
Marciniaki liegt im Westen der Woiwodschaft Ermland-Masuren, vier Kilometer südöstlich der Kreisstadt Ostróda (deutsch Osterode in Ostpreußen). Bis 1945 war der Ort ein Wohnplatz innerhalb der Stadtgemeinde Osterode in Ostpreußen im gleichnamigen Kreisgebiet.

## Geschichte
Der kleine Gutsort Martenshöh entstand am 2. April 1856, als der Abbau Martens entsprechend umbenannt wurde.
Als 1945 das gesamte südliche Ostpreußen in Kriegsfolge an Polen kam, erhielt Martenshöh die polnische Namensform „Marciniaki“. In dem Weiler (polnisch Osada) stehen derzeit keine Gebäude. Die Einwohnerzahl ist dementsprechend gleich Null. Als Ortschaft ist Marciniaki der Landgemeinde Ostróda (Osterode i. Ostpr.) im Powiat Ostródzki (Kreis Osterode in Ostpreußen) zugeordnet, bis 1998 der Woiwodschaft Olsztyn, seither der Woiwodschaft Ermland-Masuren zugehörig.

## Kirche
Martenshöh war bis 1945 sowohl evangelischer- als auch katholischerseits zur Stadt Osterode hin orientiert.
Heute ist Marciniaki der römisch-katholischen Pfarrei in Lubajny (Lubainen) im Erzbistum Ermland angeschlossen. Die evangelischen Einwohner orientieren sich nach Ostróda.

## Verkehr
Marciniaki liegt unweit des Abzweigs Ostróda-Południe („Osterode-Süd“) der Schnellstraße 5, die hier jedoch nur auf wenige Kilometer hin ausgebaut ist. Der Verkehr geht heute noch über die Landesstraße 16.
Die nächste Bahnstation für Marciniaki ist Lubajny an der Bahnstrecke Toruń–Tschernjachowsk der Polnischen Staatsbahn (PKP).